# Hans Christian Sneedorff
Hans Christian Sneedorff (født 22. maj 1759 i København, død 13. oktober 1824) var en dansk søofficer. Sneedorff udnævntes til sekondløjtnant i marinen i 1776 og avancerede til premierløjtnant i 1781, til kaptajnløjtnant i 1789, til kaptajn i 1796, til kommandørkaptajn i 1803, 
kommandør i 1811 og kontreadmiral i 1816.

## Baggrund
Sneedorff var søn af professor Jens Schielderup Sneedorff og dennes anden hustru.
Kun fem år gammel mistede Sneedorff sin far. Moderen, der var en udmærket begavet og elskværdig kvinde, flyttede i 1764 fra Sorø til København og blev - ved grev Fr. Danneskjolds protektion - tre år efter indskreven som volontærkadet og fik i 1772 bolig på Søkadetakademiet.

## Karriere
I 1776 udnævntes Sneedorff som den første af sit hold til sekondløjtnant i marinen. Han førte på den tid et livligt ungdomsliv og blev medlem af Litteraturselskabet, hvor han omgikkes Rahbek, Nyerup og andre æstetikere og var jævnligt gæst i kammerherre Peter Frederik Suhms hus.
Sneedorff udvidede som ung officer sine kundskaber, dels ved at tage undervisning i konstruktion hos Henrik Gerner, og dels
ved at høre professor Thomas Bugges forelæsninger.
I perioden fra 1779 til 1785 var han udkommanderet som subaltern officer med øvelsesskibe - blandt andet til Norge i 1781, hvor han tog en amerikansk kaper, og i 1782 under kaptajn Mathias Bille med fregatten Bornholm, der på et hængende hår nær var strandet ved Irland efter at have udholdt en række forfærdelige storme.
I 1786 blev han ansat som skoleofficer for søkadetterne. Ved akademiet vedblev Sneedorff at virke i en lang årrække, først som subaltern officer og fra 1789 som næstkommanderende og lærer i sømandskab. Han deltog i dette tidsrum i kadetskibstogterne, hver gang sådanne blev udrustet.
I 1797 blev han ansat som chef for 1. artillerikompagnis 1. division, men blev forflyttet herfra samme år for at overtage det vigtige hverv som chef for Søkadetakademiet efter kommandørkaptajn A. H. Stibolts afgang. Sneedorffs fik indført, at der fra da af årligt blev udrustedt særlige øvelsesskibe for kadetterne. Disses antal forøgedes, så det fra 1802 blev nødvendigt at anvende et linjeskib som kadetskib. Tillige sørgede han for, at selve den teoretiske undervisning blev bedre reguleret og lettet ved udgivelsen af forbedrede lærebøger.
Med sin veltalenhed opflammede Sneedorff kadetternes fædrelandskærlighed og æresfølelse og gav dem høje forestillinger om deres pligter som søofficerer. Samtidig med at være streng viste han sig som en faderlig ven, så han på en gang var både frygtet og elsket. Hans ry som organisator og opdrager fløj ud over landets grænser. Admiral Carl van Dockum siger om Sneedorff i sine erindringer: Han var en mand, der satte sin ære og stolthed i at bringe det mest mulige ud af kadetternes opdragelse, fremmende disses æresfølelse, kammeratskab og selvstændighed . . . en højt dannet personlighed, om end ikke uddannet til pædagog, men med gode evner til at behandle og udvikle ungdommen.
I årene 1798-1800 var Sneedorff chef for kadetskibet
Frederiksværn. I Slaget på Reden den 2. april kom Sneedorff ikke til at spille nogen aktiv rolle. Efter kampen påtog Sneedorff sig at skrive den sårede kommandør Olfert Fischers rapport for ham.
Fra 1802 til 1806 førte Sneedorff atter kadetskibene, først linjeskibet Sejeren og derefter Louise Augusta. Han udviklede på disse togter sit uddannelsessystem. Han var en fortrinlig manøvrist, men blev for metodisk på bekostning af det raske og ofte skiftende initiativ, som forholdene under en krig kræver af den kommanderende. I det følgende krigsår, hvori han optrådte aktivt, opnåede han ikke så gode resultater, som hans samtid havde forventet.
I 1807 udsendtes Sneedorff som chef for kadetskibet Prins Christian Frederik og briggen Lovgen. I juli oplagdes skibene i Kristianssand, men ved efterretningen om krigens udbrud udrustedes de på ny. Sneedorff blev da chef for Louise Augusta, og Kaptajn Jessen blev chef for Prins Christian. Med disse skibe foretog Sneedorff et kort kryds. Under sit ophold i Norge påbegyndte han en ordning af sødefensionen i Norge, der senere overtoges og udvikledes af Lorentz Fisker. På hjemturen i december samme år undlod han at bemægtige sig en stor engelsk konvoj. Ved ankomsten til København oplagdes Sneedorffs skib, som var gammelt og skrøbeligt. Hermed var hans rolle som aktiv søkriger udspillet.
Sneedorff vedblev at stå i spidsen for akademiet lige til sin død, og som påskønnelse for sin fortrinlige karriere modtog Sneedorff i 1811 kammerherre-titlen.
Sneedorffs tidligere fortrolige forhold til kongen forværredes, og da han i 1824 over for chefen for kadetbriggen, Kaptajn P. S. Wulff, ville gennemtvinge sin myndighed, underkendte Admiralitetskollegiet ham og foranledigede ham tildelt en kongelig irettesættelse, som dybt krænkede den ærekære Sneedorff.

### Poesi
I Sneedorffs hjem færdedes datidens lærde mænd og gode hoveder, der direkte påvirkede Sneedorff og udviklede hans lyst og anlæg for poesi. Ved siden af sin militære karriere, under hvilken han
skrev lærebogen Søtaktik (1799), fandt Sneedorff stunder til at beskæftige sig med poesi. Der foreligger fra hans hånd flere digte. Disse blev til dels samlede af Rahbek i Efterladte Digte fra 1829, og dels blev de spredt i periodiske skrifter, f.eks. Til Selinde og Til Danmarks unge søkrigere. Ligeledes forefindes hans efterladte foredrag og taler («Arkiv f. søvæsen»), hvori man kan fornemme den varme patriotiske ånd, Sneedorff besad.

## Ægteskaber
Sneedorff blev gift 14. august 1789 med Marie Elisabeth (Betzy) Tønder. Hun blev født 1. december 1770 og var datter af kontreadmiral Raphael Henrich Tønder (1740-1814) og Elisabeth de Hemmer (død 1808). Betzy Tønder døde den 16. juni 1815 i villaen Betzyshytte ved Fredensborg.
Efter sin første hustrus død indgik
Sneedorff den 19. juni 1818 ægteskab med Marie Margrethe Skibsted. Hun blev født 10. marts 1787 og var datter af justitsråd, generalfiskal Poul Frederik Skibsted (1753-1812) og Christiane Magdalene de Fine Olivarius (1759-1816). Marie Skibsted døde den 25. maj 1874.